# Солдат и царица (фильм)
«Солдат и царица» — советский короткометражный фильм 1968 года по мотивам одноимённой русской народной сказки (в обработке Андрея Платонова). Дебютная — дипломная работа режиссёра Виктора Титова. На 6-м Фестивале студенческих фильмов ВГИКа фильм получил приз «За лучшую комедию».

«Солдат и царица» — эксцентрическая комедия по мотивам народных сказок, опыт соединения современных кинематографических приёмов со старинными формами скоморошьего действа и русского балаганного театра.— Искусство кино, 1969

## Сюжет
Капризная царица, разозлившись на солдата за его улыбку, приказывает всыпать ему 20 палок и так бить целый год.
Придворный дурак, сжалившись над солдатом, рассказывает, что есть у них Иван Кривой, сапожник, которого уже 10 лет бьют палками и не могут никак забить. Солдат, надеясь выпытать секрет, отправляется к сапожнику, но вот неудача, оказывается, нет никакого секрета. Сапожник советует просто терпеть. И тут спасение приходит оттуда, откуда не ждали. Жена сапожника удивительно похожа на царицу. В голове у смышлёного солдата рождается блестящий план: ночью поменять местами двух женщин.
Утром царица просыпается в постели сапожника и получает трёпку за то, что не принесла ему воды, а в это время жена сапожника никак не может поверить, что она превратилась в царицу, тогда как находчивый солдат пользуется сложившейся ситуацией и получает отставку.

Сюжет фильма весьма несложен. … Как полагается в сказке, солдата выручают из беды только собственная хитрость и предприимчивость. Сохраняя самую суть сказки, авторы тем не менее ироничны по отношению к её действующим лицам. Откровенное издевательство над царицей-самодуркой и её французско-нижегородским окружением сменяется сочувственной насмешкой над долготерпением сапожника.— Искусство кино, 1969

## В ролях
- Олег Даль — солдат
- Екатерина Васильева — царица / жена сапожника
- Игорь Ясулович — сапожник Иван
- Валерий Носик — дурак
- Игорь Кашинцев — вельможа
- Илья Олейников

## Критика
Фильм — весь его сюжет — строится на сходстве царицы и жены сапожника, роли которых исполняет одна актриса — Екатерина Васильева, её игра получила очень высокую оценку критики:

«Солдат и царица» — народная, сказочная, лубочная картина. Наивная история про полное сходство злой царицы и доброй жены сапожника… Ещё одна кинематографическая шутка. Васильева в ней сказочно красива, однако при всём сходстве двух героинь в лице царицы и лице жены сапожника проглядывает их внутренняя несхожая сущность. Не грим, не костюм, а неуловимая особинка выражения открывает это различие. Васильева оказывается в мире пантомимы, где условное — единственный закон. Пластика её точна и целесообразна. Вот повела глазами, развела руки, а ведь от этих движений в сказке бог весть что может случиться! Отсюда значительность, простота мимики, краткая выразительность жеста. Актриса дробит выражения, раскладывает их по фазам, демонстрирует их. … интуитивно и профессионально раскрывает жизнь персонатожей.— Актеры советского кино. — Т. 11. — М.: Искусство, 1975. — С. 83.